# Миль де Бошан
Миль де Бошан (англ. Miles de Beauchamp; умер между 1143 и 1152) — английский землевладелец, кастелян Бедфордского замка в 1137 и 1141 годах, феодальный барон Бедфорд, сын Роберта де Бошана. После смерти в 1136/1137 году дяди, Симона I де Бошана, Миль опекуном его дочери, однако король Стефан Блуаский выдал девушку замуж за Гуго де Бомона, что вызвало недовольство Миля и его брата Пейна, посчитавших, что их лишили наследства. Миль попытался сохранить управление Бедфордским замком, пообещав королю Стефану, что в ответ поддержит его против соперницы, императрицы Матильды, но в рождество королевская армия осадила замок и Миль был вынужден его оставить. В 1141 году он ненадолго вновь восстановил контроль над замком. Только во время правления Генриха II Плантагенета замок вместе с баронией Бедфорд вновь оказался под контролем Бошанов.

## Происхождение
Миль происходил из рода Бошанов из Бедфордшира. Вероятно, что их родовое прозвание, Бошан (от фр. beau champ — «красивое поле»), произошло от названия владений предков в Нормандии. В латинских источниках представители Бошанов указывались с родовым прозванием «Белло-кампо» (de Bello campo) от латинского названия фамилии (лат. campus bellus). Джон Гораций Раунд предполагал, что Бошаны происходили из Кальвадоса.
Основателем рода был Гуго де Бошан, который перебрался в Англию после нормандского завоевания, где женился на Матильде, которая, вероятно, была дочерью и наследницей Ральфа де Тельебуа, кастеляна Бедфордского замка и шерифа Бедфордшира, и Азелины, владевшей поместьями в Бедфордшире и Кембриджшире по собственному праву. Благодаря этому браку Гуго к 1086 году унаследовал обширные владения, которые упоминаются в «Книге Страшного суда». Основные земли располагались в Бедфордшире, где у Гуго было 40 поместий, в которых он был главным арендатором и 19, где он был субарендатором. Кроме того, в его собственности находились некоторые поместья, располагавшиеся в Бакингемшире и Хартфордшире. Благодаря владению поместьями в Бедфордшире Гуго стал феодальным бароном Бедфорда. Размер владений Гуго в Бедфордшире составлял около 160 гайд и он уже к 1086 году крупнейшим землевладельцем в графстве. Размер баронии составлял 45 рыцарских фьефов. При этом под управлением Гуго оказался и англосаксонский замок в Бедфорде, на месте которого позже была построена нормандская цитадель. Вероятно, что замок был ему пожалован Вильгельмом II Рыжим. Кроме того, Гуго де Бошан унаследовал должность шерифа.
В браке с Матильдой у Гуго известно двое сыновей: Симон I, ставший наследником отцовских владений, и Роберт. О Роберте известно мало. Возможно что он является одним лицом с Робертом де Бошаном, викотном Аркским, который засвидетельствовал 2 хартии, выданных в 1111/1118 году в Руане и в 1103/1106 в Бедфорде. От брака с неизвестной у Роберта родилось минимум двое сыновей: Миль и Пейн. Возможно, что у Роберта были ещё 2 дочери, Елена и Беатрис (жена шотландского барона Гуго де Морвиля).

## Биография
Впервые Миль упоминается в казначейском свитке 1130/1131 года, когда ему была прощена выплата данегельда за владения в Бедфордшире и Бакингемшире.
В 1136/1137 году умер Симон I де Бошан, оставившего наследницей дочь, опекуном владений которой стал её двоюродный брат Миль, занявший Бедфордский замок в качестве кастеляна. Но в 1137 году король Стефан выдал замуж наследницу владений Бошанов за Гуго де Бомона, младшего брата Роберта де Бомона, графа Лестера, и Галерана де Бомона, граф де Мёлана, игравшими ведущие роли в управлении Англией при Стефане Блуаском. Позже Гуго получил от короля ещё титул графа Бедфорда. Братья Миль и Пейн были недовольны подобным поворотом, считая, что король лишает их законных владений. «Хроника Стефана» сообщает, что Миль управлял Бедфордским замком с разрешения короля, который приказал ему отремонтировать замок и выполнить долг перед королём. В ответ тот указал, что готов повиноваться королю кроме тех случаев, когда он попытается лишить его владений, принадлежавших ему по праву наследства. Ордерик Виталий указывает, что братья Бошаны опасались лишиться замка. И когда король попытался передать его под управление Гуго де Бомона, Миль отказался выполнить это распоряжение. В ответ Стефан собрал армию и попытался в рождество 1137 года захватить замок. Штурм оказался неудачным, поскольку замок был хорошо укреплён, поэтому король решил взять противника измором, осадив его. Узнав о вторжении в Северную Англию короля Шотландии Давида I, Стефан выступил с частью армии на север, оставив осаждать Бедфордский замок Гуго. В итоге в феврале 1138 года Миль был вынужден сдать замок. Однако триумф Гуго де Бомона был недолгим: в 1141 году Миль, ставший сторонником императрицы Матильды, оспаривавшей трон у Стефана, ненадолго вновь захватил замок.
Оставаясь сторонником Матильды, Миль засвидетельствовал 2 её хартии. Первая датирована 1138/1141 годом и дана аббатстве Шрусбери. Вторая, данная императрицей Матильдой Жоффруа де Мандевилю, датирована 1142 годом. После этого упоминания о Миле пропадают. Сам Бедфордский замок в 1146 году был захвачен Ранульфом де Жерноном, графом Честером, перешедшим на сторону Стефана. Возможно, что сторонники короля удерживали его до 1153 года, когда его отвоевал будущий король Генрих II Плантагенет.
Неизвестно, был ли Миль женат и имел ли детей, но наследником его не позже 1153 года стал младший брат Пейн.